# Joseph Maria von Auersperg
Joseph Maria von Auersperg (Laibach (Ljubljana), 1723. október 28. – Großlaschitz (Velike Lašče), 1806. január 15.) osztrák császári és királyi kamarás, az Erdélyi Nagyfejedelemség kormányzója 1771–1773 között.

## Élete
Johann Adam Sigfried von Auersperg (1676–1739) és Maria Anna de Giovanelli negyedik gyermekeként született.
Jogi tanulmányokat végzett, majd fokozatosan haladt a hivatali ranglétrán. Három évig Görz tartomány főkapitánya volt, majd a Stíriai Kamara elnöke és a legfelső bíróság (Obere Justizstelle) tanácsosa lett.
1771. január 31-én Mária Terézia Erdély kormányzójává nevezte ki. 1771. március 24-én tette le hivatali esküjét, és május 1-jén érkezett Nagyszebenbe. Ugyanebben az évben erdélyi honosságot, illetve magyar grófi címet is nyert.
Samuel von Brukenthal kormánybiztos, akit egy új adórendszer életbe léptetésére küldtek Erdélybe, nem vette jó néven Auersperg kinevezését (ő maga csupa erdélyi nemest javasolt a tisztségre), mert attól tartott, hogy az új gubernátor akadályozni fogja politikai manővereit. Auersperg és Brukenthal rövidesen konfliktusba kerültek, és gyűlölködésük Auersperg egész hivatali ideje alatt tartott. Brukenthalnak az volt a véleménye, hogy Auersperg idegenként nem volt ismerős az erdélyi viszonyokkal, ezért csak összezavarta az ügyeket.
Auersperg a Habsburg-birodalom egészét érintő ügyviteli reform részeként megreformálta a gubernium ügyintézését, részletesen kitérve az ügyviteli folyamat minden fontos lépésére (felelős előadó kijelölése, iktatás, kivonatolás, döntéshozatal, jegyzőkönyvezés, válasz megfogalmazása és jóváhagyása, postázás, irattározás). Ugyanebben az évben készült el az egyes tanácsosok feladatbeosztása; korábban az egyes ügyekhez alkalomszerűen rendeltek referenst. Ezekkel az intézkedésekkel, valamint a személyzet létszámának növelésével sikerült az ügyintézést gyorsabbá és rendszeresebbé tennie.
1772. augusztusban jelentést írt az udvarnak a munkája nyomán bekövetkezett változásokról; ezt Bécsben elégedettséggel nyugtázták. Szintén 1772-ben előterjesztést írt az erdélyi reformátusok sérelmeiről; ez ugyan a bécsi Államtanács elé került, de döntés nem született. 1773. március 15-én részt vett Bécsben az Erdélyi Vallási Ügyosztály (Consessus in Religiosis Transylvanicis) ülésén, és utána már nem tért vissza Erdélybe. 1773. április 8-áig maradt tisztségében.
1774 és 1779 között Krajna gubernátora volt, majd az osztrák legfelső bíróság elnökhelyettese, végül a cseh–osztrák egyesített udvari kancellária kancellárhelyettese. Ez utóbbi tisztségéről 1781-ben mondott le.

## Családja
1747. április 6-án házasodott össze Johann Fridrich von Seiler gróf Maria Rosina nevű lányával (1727–1790). Házasságukból három gyermek született: Maria Josepha Franziska (1749), Franz Xaver (1755) és Franziska Romana Anna (1759).